# Benny Friedman
Benny Friedman (* 3. prosince 1984 Saint Paul, USA) je americký zpěvák, který zpívá chasidské a židovské písně. Zpívá hlavně v hebrejštině, ale také angličtině i ruštině. Svoje první album Taamu vydal v roce 2009. Druhé album Yesh Tikvah: Dawn of Moshiach (2012) obsahuje jeho hit Yesh Tikvah, tedy Existuje naděje.
Bennyho otcem je chasidský rabín a spisovatel Manis Friedman (* 1946), narozený v Praze. Jeho strýcem je židovský zpěvák Avraham Fried.

## Diskografie
- Taamu (2009)
- Yesh Tikvah – Dawn of Moshiach (2012)
- Kol Haneshama Sheli – With All My Soul (2014)
- Fill The World With Light (2016)[1]
- Kulanu Nelech (2019)
- Whispers of the Heart Acapella (2020)
- Whispers of the Heart 2 Acapella (2021)
- It Sounds Like Purim (2022)
- It Sounds Like Chanukah (2022)
- Whispers of the Heart 3 Acapella (2023)
- Am Yisrael Chai (2023)